# 타이베이 원산 보자 국민소학교
타이베이 원산 보자 국민소학교(臺北市文山區博嘉國民小學)는 중화민국 타이베이의 공립 초등학교이다. 1973년에 첫 개교되었다.